# 金英淑
金英淑（韓語：김영숙，1947年—），是朝鮮民主主義人民共和國的第二代最高領導人、前朝鮮勞動黨總書記金正日的第三任妻子。
金英淑是一名高級軍官的女兒，早年於朝鮮勞動黨咸鏡北道安全局任職接線生，後來調至中央黨部的金日成工作室任打字員，在那裡邂逅金正日，於1974年結婚。此段婚姻據說出於金日成授意，而這一點也可以由金英淑所生第一個孩子金雪松得到金日成親自命名可見。
然而，外界對於金英淑其人，除了她的早年經歷，還有成為金正日夫人後生下兩名女兒金雪松（1974年）和金春松（1976年）之外，其餘一無所知。僅有成惠琅（成惠琳的姐姐，曾和金正日、金正男長期一同生活）在《藤樹屋》一書中提到：「金英淑除了是父親面前的合法妻子之外不具有任何意義。她連公民證（身份證）都沒有。她沒有任何法律手續和文件。」、「將誰承認為妻子，除了凌駕於法律之上的最高領導人自己的承認之外沒有任何依據。」而自高容姬（金正哲、金正恩、金與正之母）得寵並被外間長期視為第一夫人之後，金英淑更自此由外間視線消失。